# عزلة بني عباس (ذمار)

تعديل مصدري - تعديل

عزلة بني عباس هي إحدى عزل مديرية وصاب السافل في محافظة ذمار اليمنية ويبلغ تعداد سكانها 1633 نسمة حسب التعداد السكاني في اليمن لعام 2004.